# 12539 Чайкін
12539 Чайкін (12539 Chaikin) — астероїд головного поясу, відкритий 16 липня 1998 року.
Тіссеранів параметр щодо Юпітера — 3,347.